# Tinakenkätyttö (singolo)
Tinakenkätyttö (finlandese: "La ragazza dalle scarpe di stagno") è un singolo della cantante finlandese Kaija Koo.
Il singolo è entrato nelle classifiche dei singoli più venduti verso la fine del 1999 e ha raggiunto la decima posizione.
Un video musicale è stato girato per il singolo.

## Cover
Una cover è stata registrata dal rapper Cheek per la compilation Vain elämää.
Il singolo è entrato nelle classifiche e ha raggiunto la seconda posizione nella classifica dei singoli più scaricati e la quarta posizione in quella dei singoli più venduti.

## Classifica
| Classifica           | Massima posizione | Massima posizione |
| Classifica           | Kaija Koo         | Cheek             |
| -------------------- | ----------------- | ----------------- |
| Finlandia            | 10                | 4                 |
| Finlandia (digitale) | -                 | 2                 |